# Linköpings Sporthall

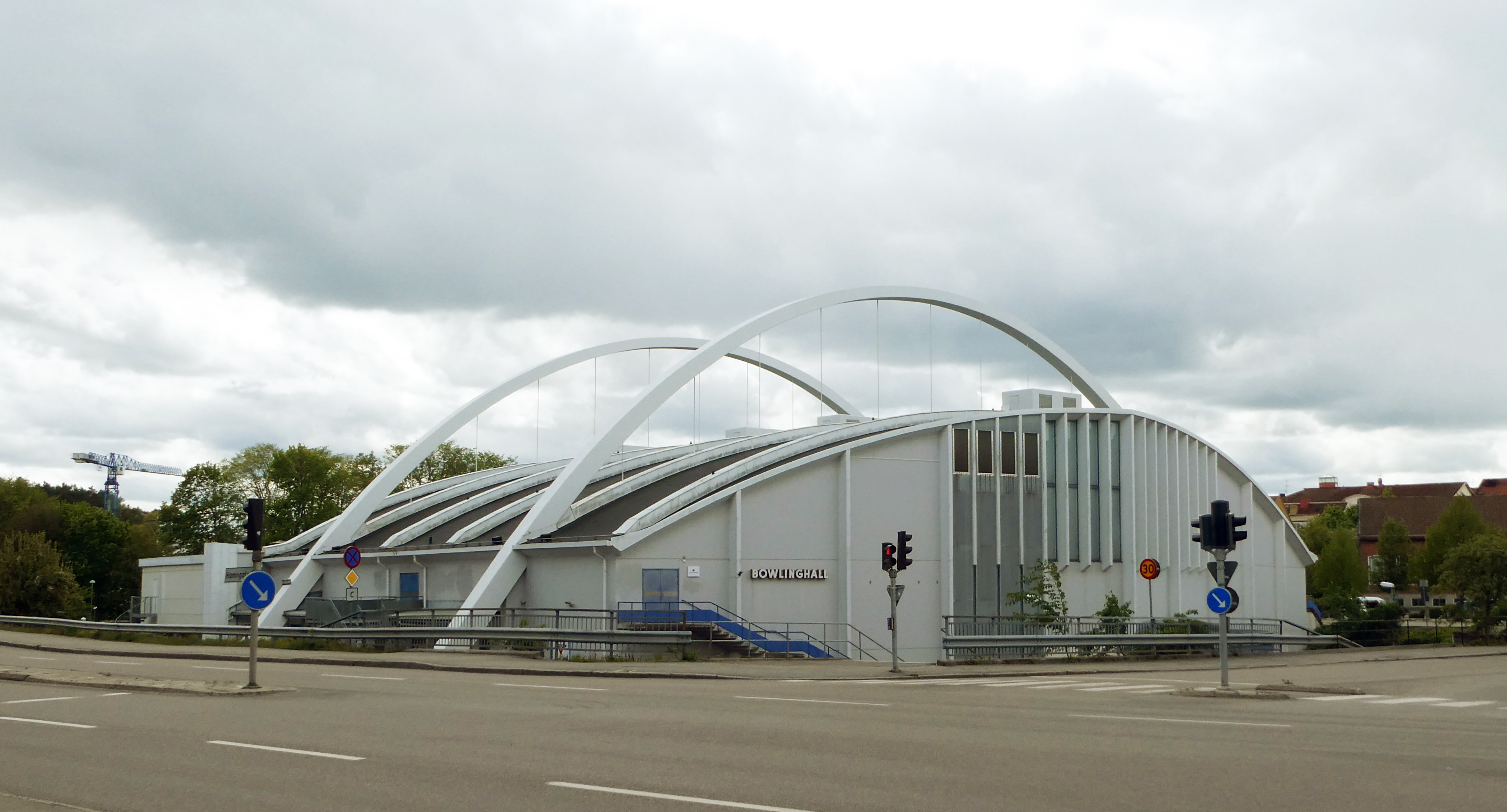
Linköpings Sporthall

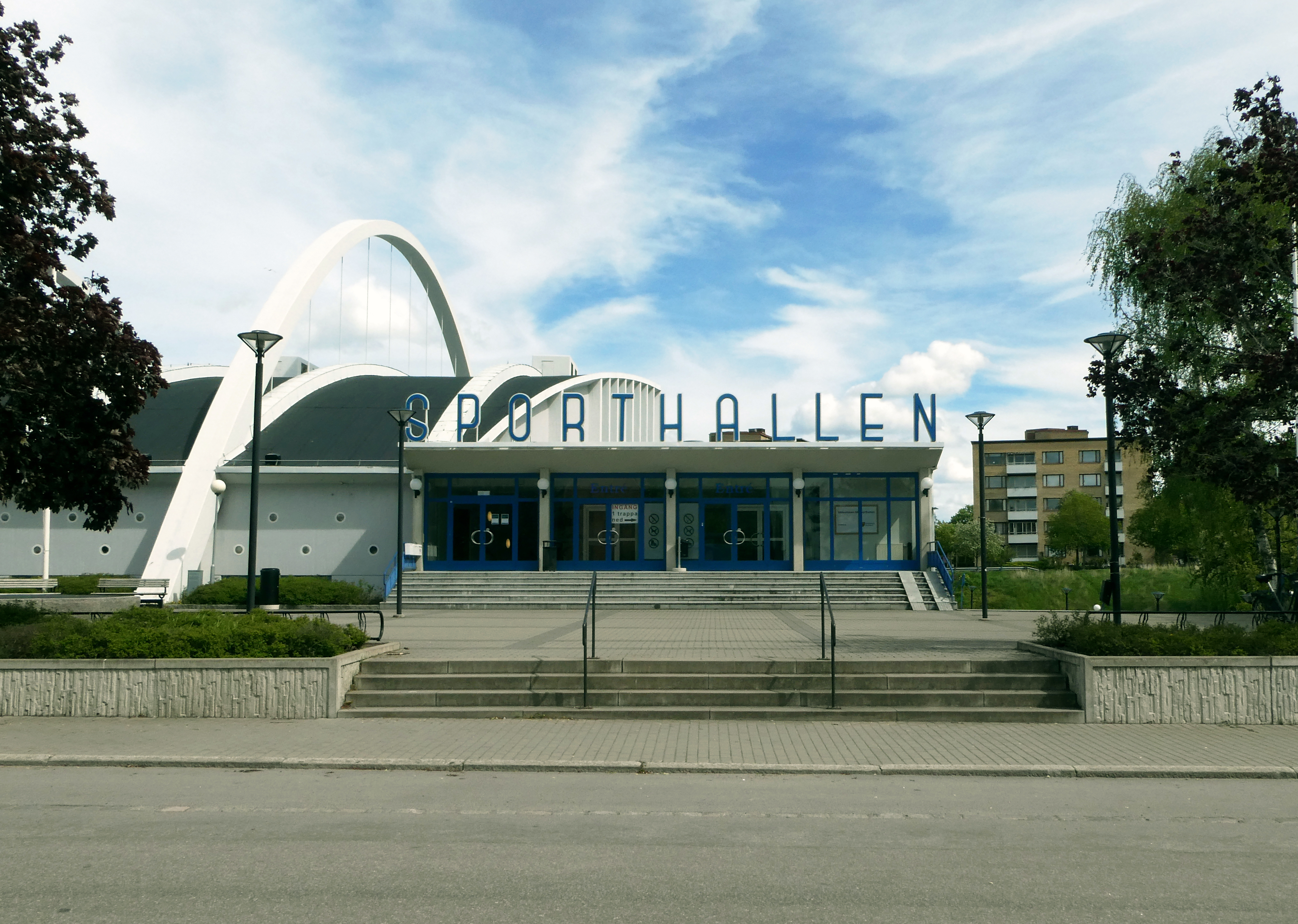
Entrén till Linköpings Sporthall

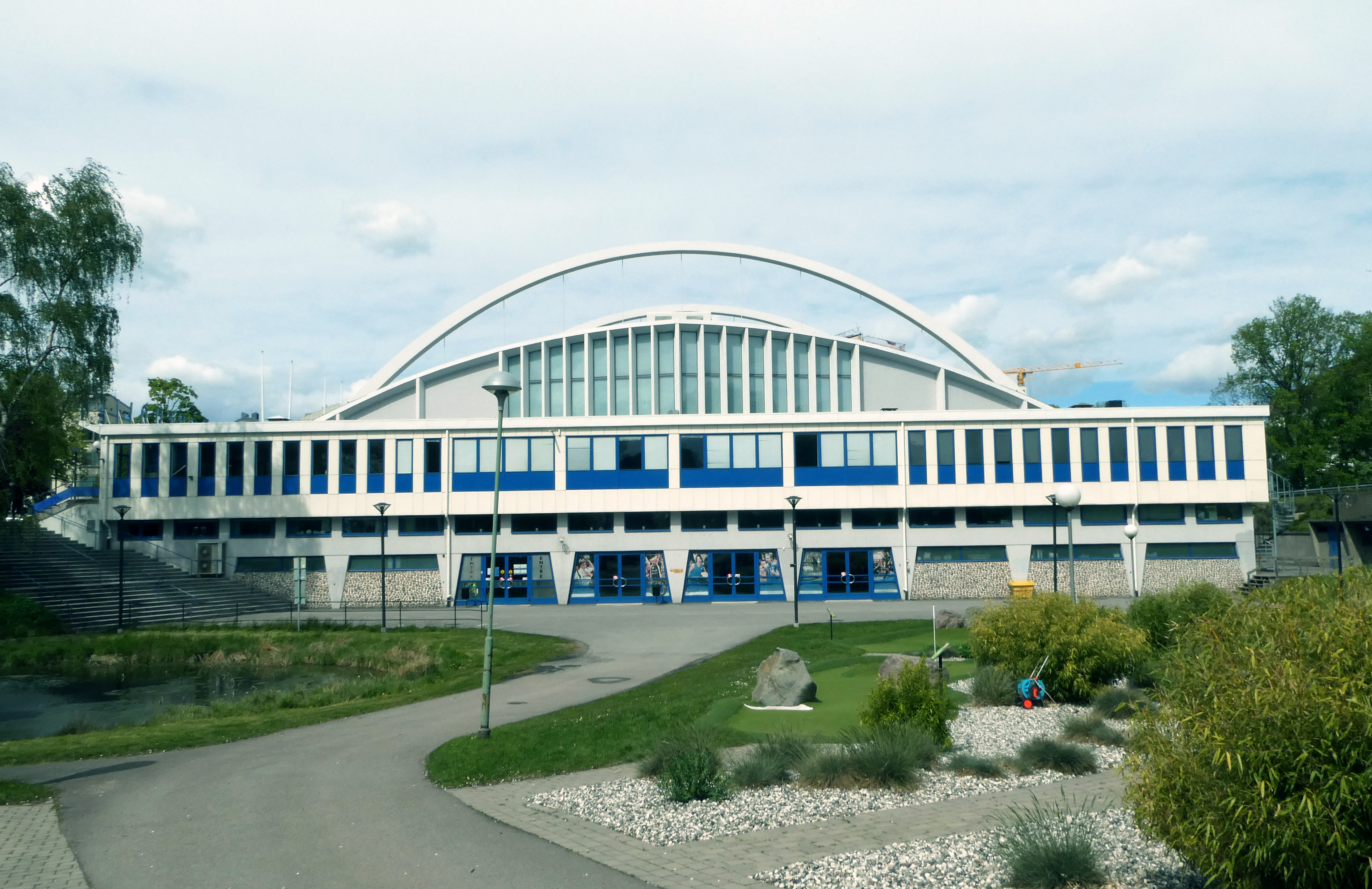
Linköpings Sporthall från söder

Linköpings Sporthall är en idrotts- och evenemangsarena i Linköping, stadens näst största sådana efter Saab Arena.

## Historia och verksamhet
Hallen invigdes 1956 och i huvudhallen finns det läktare med plats för 1600 sittande samt ca 600 stående åskådare. Dessutom finns det ett kafé som drivs av KFUM Linköping, boxningslokal, uppvärmningshall samt gym. Under sporthallen finns även en bowlinghall.

## Lag som har sporthallen som hemmaarena
I Linköpings Sporthall spelar Linköping Innebandy, en innebandyklubb som sedan 2010/2011 spelar i Svenska Superligan för herrar och damer, samt Linköpings VC, en volleybollklubb som sedan 1995/1996 spelar i Elitserien.